# 内森·索比
内森·索比（英語：Nathan Sobey，1990年7月14日—），澳大利亚男子篮球运动员。他曾代表澳大利亚国家队参加2020年夏季奥林匹克运动会男子篮球比赛，获得一枚铜牌。他也曾参加2018年英联邦运动会。